# シャルル＝フランソワ・ブリソー・ド・ミルベル

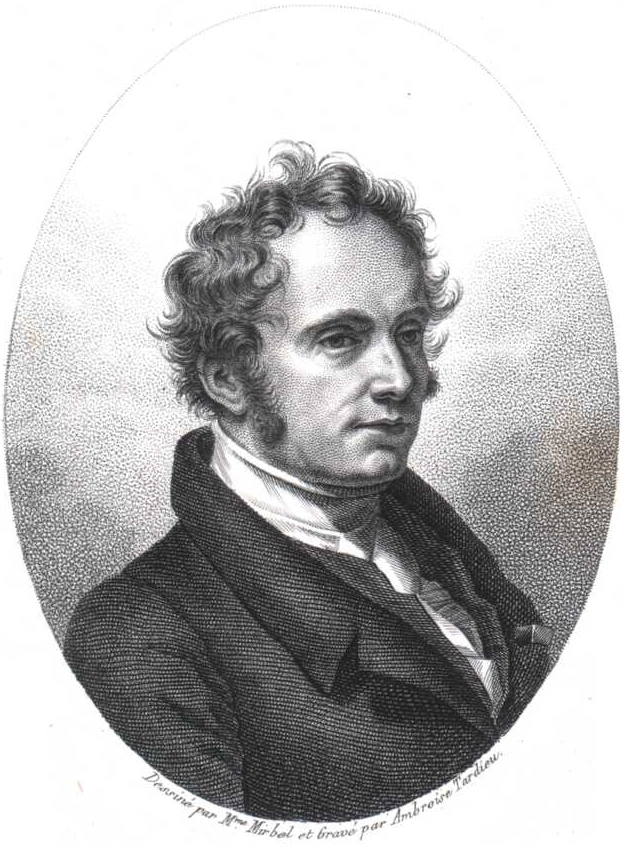
Charles François Brisseau de Mirbel

シャルル＝フランソワ・ブリソー・ド・ミルベル（Charles-François Brisseau de Mirbel 1776年3月27日 - 1854年9月12日) はフランスの植物学者である。植物組織の顕微鏡観察を行い、生物の「細胞説」の歴史において言及されることの多い科学者である。

## 略歴
パリに生まれた。20歳の時に、パリ自然史博物館の博物学者助手になり、植物細胞の顕微鏡観察を行った。1802年に論文"Traité d'anatomie et de physiologie végétale"（「植物の解剖学と生理学に関する論文）を発表し、この論文でフランスにおける細胞説の創始者としての地位を得た。ミルベルは植物のすべての細胞が柔組織細胞（parenchyma）から形成されるという説を唱え、1809年に植物の細胞が連続的な細胞膜内に含まれるという観察結果を発表した。
ナポレオン治世下の1803年にマルメゾン城の庭園の監督者に任じられ、そこで植物学の研究を行った。1802年の論文やこの間の研究によって、1809年にフランス科学アカデミーの会員に選ばれ、ソルボンヌ大学の植物学の教授の職を得た。1815年に"Eléments de physiologie végétale et de botanique"（「植物生理学、植物学の基本原理」）を出版した。
友人であるエリー・ドゥカズが復古王政期の首相になると、ミルベルも政治的な地位を与えられたが、1829年に王政は終焉し、政治的活動をやめ、パリ自然史博物館の仕事に戻り、パリ植物園の仕事をした。1837年にイギリス王立協会の外国人会員に選ばれた。
マメ科の属名、Mirbelia Sm.に献名されている。

## 著作
- Traité d'anatomie et de physiologie végétale, 1802
- Histoire naturelle, générale et particulière de plantes, 1802-1806
- Exposition de la théorie de l'organisation végétale, 1809
- Éléments de physiologie végétale et de botanique, 1815